# John Bunyan
John Bunyan (Elstow, 30 de novembro de 1628 – Londres, 31 de agosto de 1688) foi um escritor e pregador cristão batista nascido em Harrowden, Elstow, Inglaterra. Foi o autor de The Pilgrim's Progress (O Peregrino), uma alegoria cristã bem popular entre países de língua inglesa.

## Biografia

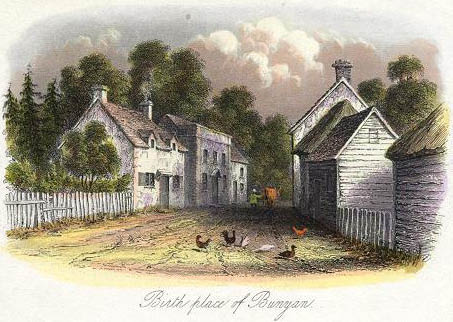
Local do Nascimento de Bunyan

Bunyan teve pouca educação escolar. Ele seguiu o seu pai no comércio de Tarish Tinker, e serviu no exército parlamentário de Newport Pagnell (1644–1647). Em 1649 ele casou-se com uma jovem mulher. Viveu em Elstow até 1655 (quando sua esposa morreu) e então se mudou para Bedford. Ele se casou de novo em 1659.
Em sua autobiografia, Grace Abounding ("Graça Abundante"), Bunyan descreve a si mesmo como um desregrado em sua juventude; mas não existe nenhuma evidência que ele era pior que seus vizinhos: o único defeito que ele especifica é falar muito palavrão, dançar muito e ser muito namorador. O surpreendente poder de sua imaginação o levou a contemplar atos de impiedade e profanação, muitas situações, experiências as quais ele transferiu para os seus livros. Em particular ele era atormentado por uma curiosidade concernindo o "pecado imperdoável," e uma preposição que ele já o havia cometido. Ele continuamente ouvia vozes alertando-o a "vender a Cristo," e era torturado por temerosas visões. Depois de severos conflitos espirituais ele escapou desta condição e se tornou um entusiástico propagador do Evangelho e um cristão fervoroso. Ele foi batizado na igreja Batista em Bedford por imersão no River Great (Rio Grande) em 1653. Em 1655 ele se tornou um diácono e começou a pregar, com marcante sucesso desde o início.
Bunyan discordava fortemente dos ensinos dos Sociedade dos Amigos e tomou parte, durante os anos 1656-1657, em debates escritos com alguns dos líderes desse grupo. Primeiramente, Bunyan publicou "Some Gospel Truths Opened" ("Algumas Verdades do Evangelho Abertas") na qual ele atacou a crença Quaker. O Quaker Edward Burrough respondeu com "The True Faith of the Gospel of Peace" ("A Verdadeira Fé do Evangelho da Paz"). Bunyan replicou o panfleto de Burrough com "A Vindication of Some Gospel Truths Opened" ("Uma Vindicação de Algumas Verdades do Evangelho Abertas"), respondida por Burrough com "Truth (the Strongest of All) Witnessed Forth" ("Verdade, A Mais Forte de Todas, Testemunhada Adiante"). Depois o líder Quaker George Fox entrou na rixa verbal publicando uma réplica à redação de Bunyan em sua obra "The Great Mystery of the Great Whore Unfolded" ("O Grande Mistério da Grande Prostituta Desvendado").
Em 1658 Bunyan foi processado por pregar sem uma licença. Não Obstante, ele continuou a pregar e não sofreu um aprisionamento até novembro de 1660, quando foi levado à cadeia municipal de Silver Street, Bedford. Ali ele ficou detido por três meses, mas, por se recusar a se conformar ou desistir de pregar, seu encarceramento foi estendido por um período de aproximadamente 12 anos (com exceção de algumas poucas semanas em 1666) até Janeiro de 1672, quando Carlos II emitiu a Declaração de Indulgência Religiosa.

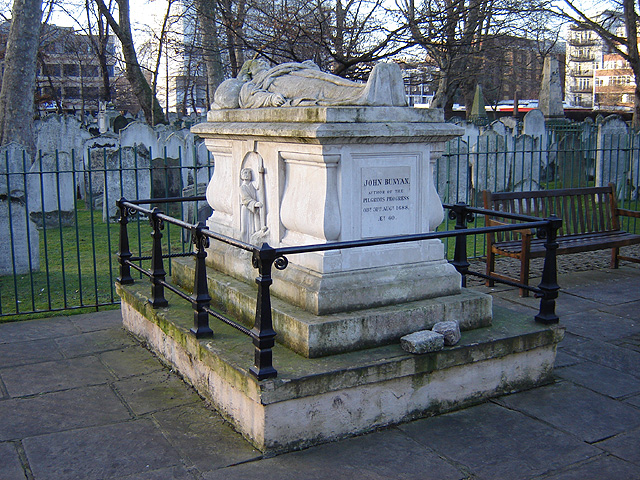
Túmulo de John Bunyan, Bunhill Fields, City Road, Londres (Janeiro de 2006)

Naquele mês, Bunyan se tornou ministro da igreja puritana de Bedford. Em março de 1675, ele foi novamente aprisionado por pregar, desta vez no cárcere de Bedford, localizado na ponte de pedra sobre o rio Ouse, porque Carlos II havia anulado a Declaração de Indulgência Religiosa. O mandado original, descoberto em 1887, foi publicado em fac-símile por Rush and Warwick, London. Durante esse seis meses em que passou na cadeia, Bunyan realizou um dos sonhos literários dele: escreveu Após seis meses ele foi liberto e devido a sua popularidade, não mais foi molestado.
Bunyan se tornou um popular pregador e um prolífico autor, apesar da maioria de seus trabalhos consistir em sermões. Em teologia, ele era um Puritano, mas não havia nada de obscuro a seu respeito. O retrato desenhado por seu amigo Robert White tem sido reproduzido diversas vezes e mostra a atraente natureza de seu verdadeiro caráter. Ele era alto, tinha cabelos ruivos, um nariz proeminente, uma boca bastante grande e olhos brilhantes.
Bunyan não era uma pessoa estudada, mas conhecia a Bíblia em inglês muito bem. Ele também foi influenciado pela obra Commentary on the Epistle to the Galatians ("Comentário sobre a Epístola aos Gálatas") de Martinho Lutero, na tradução de 1575. Amava tudo o que dizia respeito aos cristãos da igreja Primitiva. Mesmo com poucos recursos, conseguiu comprar importantes livros sobre o assunto, guardar folhetos e recortes de revistas, que eram pouquíssimas na época dele. 
Algum tempo antes de sua libertação final da prisão, Bunyan se envolveu em uma discussão com Kiffin, Danvers, Deune, Paul, e outros. Em 1673 ele publicou Differences in Judgement about Water-Baptism no Bar to Communion ("Diferenças no Julgamento sobre Batismo nas Águas não são Barreiras para a Comunhão"), onde ele sustentou a ideia de que "A igreja de Cristo não tem o direito de excluir da comunhão o Cristão que é um santo visível neste mundo, o Cristão que anda segundo sua própria luz com Deus." Apesar de reconhecer que o "Batismo nas Águas é uma ordenança de Deus," ele se recusava a fazer disso "um ídolo," assim como pensava que faziam aqueles que usavam disto como um preceito para excluir da comunhão os que eram reconhecidos como Cristãos genuínos.
Kiffin e Paul publicaram uma resposta em Serious Reflections ("Sérias Reflexões", Londres, 1673), aonde eles discutiram em favor à restrição da Ceia do Senhor aos devotos batizados, e receberam a aprovação de Henry Danvers em sua obra Treatise of Baptism ("Tratado de Batismo", Londres, 1673 ou 1674). Como resultado da controvérsia, os batistas Particulares (Calvinistas) deixaram aberta a questão da comunhão com os não batizados.  A igreja de Bunyan admitiu pedobatismo aos membros e finalmente se tornou pedobatista (Congregacionista).
A caminho de Londres Bunyan foi acometido por um forte resfriado, e morreu de febre na casa de um amigo em Snow Hill no dia 13 de Agosto de 1688. Seu túmulo está localizado no cemitério de Bunhill Fields em Londres.

## O Peregrino
Bunyan escreveu O Peregrino em duas partes, a primeira foi publicada em Londres em 1678 e a segunda em 1684. Ele havia iniciado a obra durante seu primeiro período de aprisionamento, e provavelmente terminou-a durante o segundo período do mesmo. A edição mais recente em que as duas partes foram combinadas em um único volume foi publicada em 1728. Seu nome completo é The Pilgrim’s Progress from This World to That Which Is To Come ("O Progresso do Peregrino deste Mundo Àquele que está por Vir"). Uma terceira parte falsamente atribuída a Bunyan apareceu em 1693, e foi reimpressa em 1852. 
O encanto da obra é atribuída ao interesse de uma história onde a intensa imaginação do escritor cria personagens, incidentes, e cenas vivas na mente de seus leitores como coisas conhecidas e relembradas por eles mesmos, em seus toques de ternura, humor e   eloquência. Macaulay afirmou, "Todo leitor conhece o estreito e apertado caminho tão bem quanto ele conhece uma rodovia em que ele tem andado pra frente e pra trás cem vezes" e ele adiciona: "Na Inglaterra, durante a última metade do século dezessete havia somente duas mentes capazes da faculdade imaginária em um grau tão elevado. Uma dessas mentes produziu o Paradise Lost ("Paraíso Perdido"), John Milton, e a outra produziu The Pilgrim's Progress ("O Peregrino"), Jonh Bunyan.  
O Peregrino é uma popular alegoria cristã, traduzida em algumas línguas. Missionários Protestantes geralmente o traduziam em primeiro lugar depois da Bíblia.
Outras duas obras de Bunyan são menos conhecidas: The Life and Death of Mr. Badman ("A Vida e Morte do Senhor Badman", 1680), uma biografia imaginária, e The Holy War ("A Guerra Santa", 1682), uma alegoria. Um terceiro livro que revela a vida interior de Bunyan e sua preparação para seu designado trabalho é Grace Abounding to the chief of sinners ("Abundante Graça para o chefe dos pecadores", 1666). É uma obra muito prolixa e, uma vez que sendo a respeito da própria pessoa de Bunyan, poderia dar o parecer de ser intoleravelmente egocêntrica, exceto que sua motivação ao escrever tal obra foi somente com o intuito de exaltar o conceito Cristão sobre a graça e confortar aqueles passando por experiências similares à sua.
Um outro livro foi "Through This Cross You Will Win", cujo original foi descoberto 200 anos após sua morte. Para esse livro Bunyan usou o subtítulo "The Church Who Survived in the Catacombs" (A Igreja que Sobreviveu nas Catacumbas) Bunyan escreveu mais de 60 livros e folhetos,
As obras mencionadas acima têm sido publicadas em diversas edições, e estão acessíveis a todos. Existem notáveis coleções de edições de O Peregrino, e.g., no Museu Britânico e na Biblioteca Pública de Nova York, agrupados por James Lennox.